# Posol Sovetskogo Sojuza
Posol Sovetskogo Sojuza (russisk: Посол Советского Союза) er en sovjetisk spillefilm fra 1969 af Georgij Natanson.

## Medvirkende
- Julija Borisova som Jelena Nikolajevna Koltsova
- Anatolij Ktorov
- Gunārs Cilinskis som Julius Helmer
- Voldemar Panso
- Helmut Vaag som Gunar